# Резолюция Совета Безопасности ООН 854
Резолюция Совета Безопасности ООН 854 — резолюция Совета Безопасности ООН, единогласно принятая 6 августа 1993 года, после принятия резолюции 849 (1993), касающейся размещения военных международных наблюдателей в случае соблюдения режима прекращения огня между Абхазией и Грузией. Совет Безопасности отметил, что прекращение огня было соблюдено и одобрил отправку 10 военных наблюдателей в регион для наблюдения за осуществлением режима прекращения огня.
Мандат для группы военных международных наблюдателей закончится через три месяца, когда Совет Безопасности сочтет, что группа будет включена в миссию наблюдателей Организации Объединенных Наций, если такая миссия будет создана. Ожидалось представить доклад Генерального секретаря Бутроса Бутрос-Гали о предлагаемом создании миссии наблюдателей, включая ее финансовые издержки и временные рамки и прогнозируемое заключение для операции. Миссия наблюдателей Организации Объединенных Наций в Грузии была создана Резолюцией Совета Безопасности ООН 858.